# シルクウェイ・ラリー

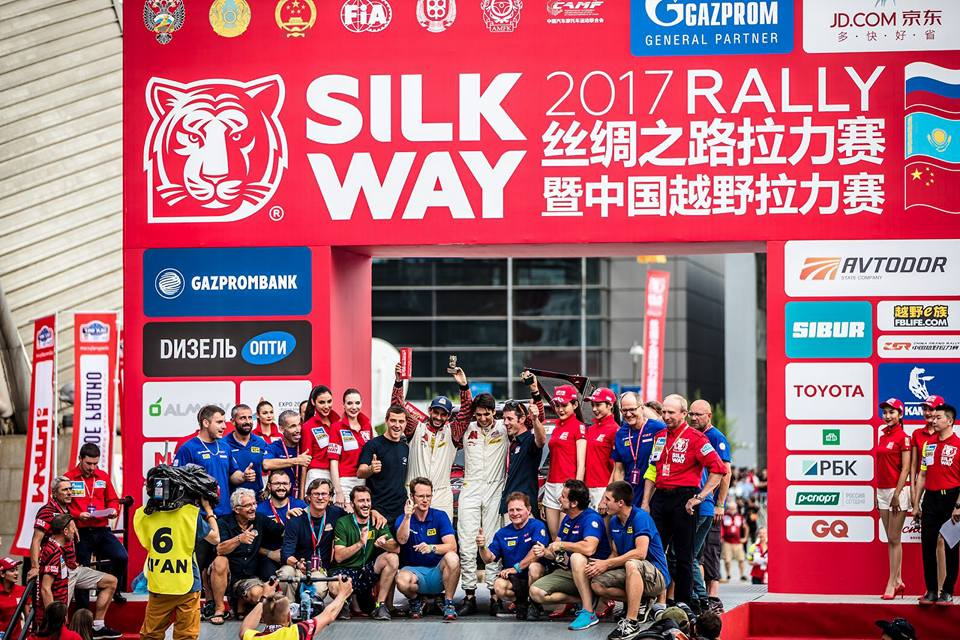
2017年大会ポディウム

シルクウェイ・ラリー（Silk Way Rally）とは、ロシアを中心とするラリーレイドのイベント。
シルクウェイはシルクロード（シルクルート、一帯一路）のことである。

## 概要

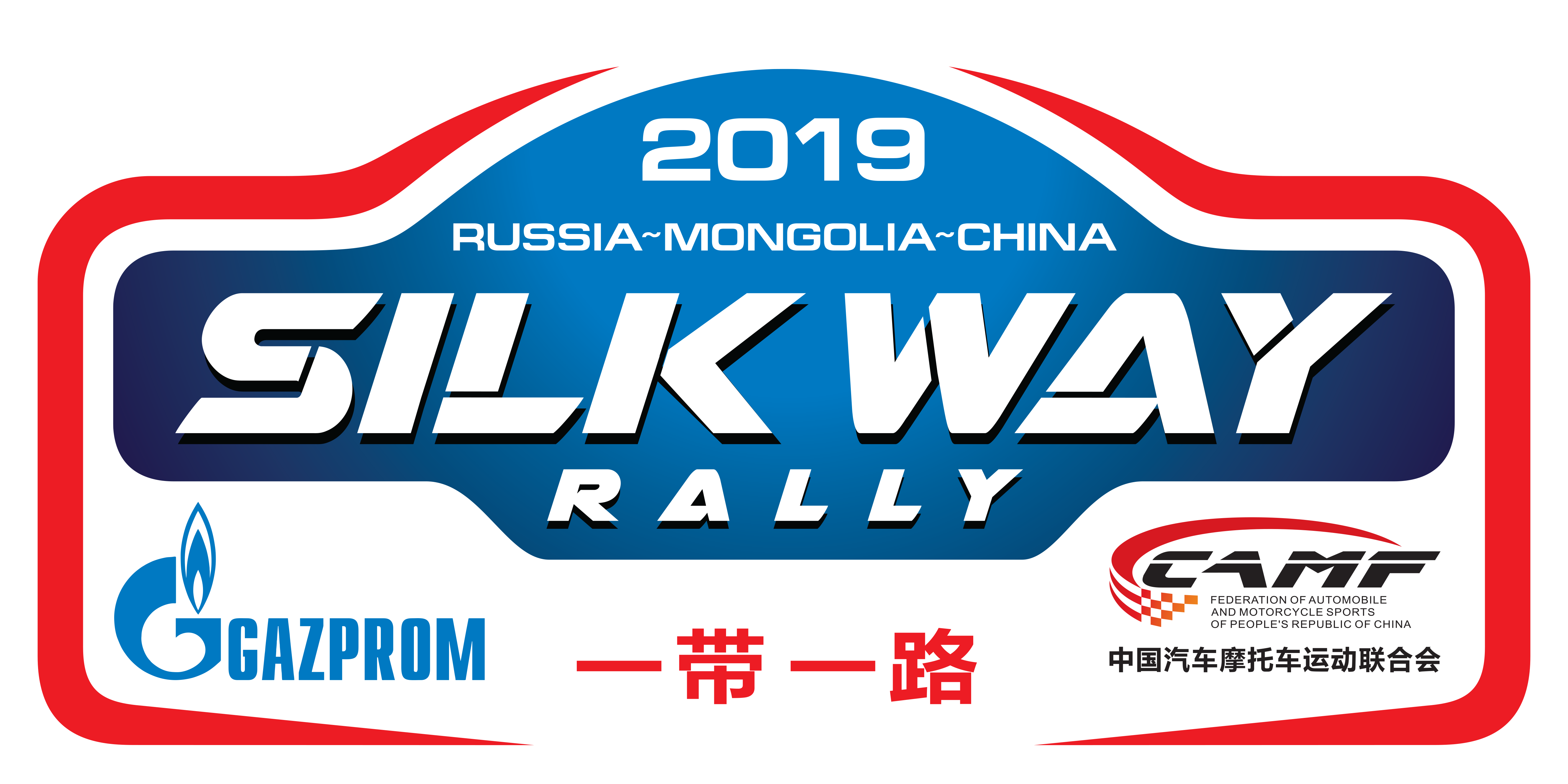
2019年大会のロゴ

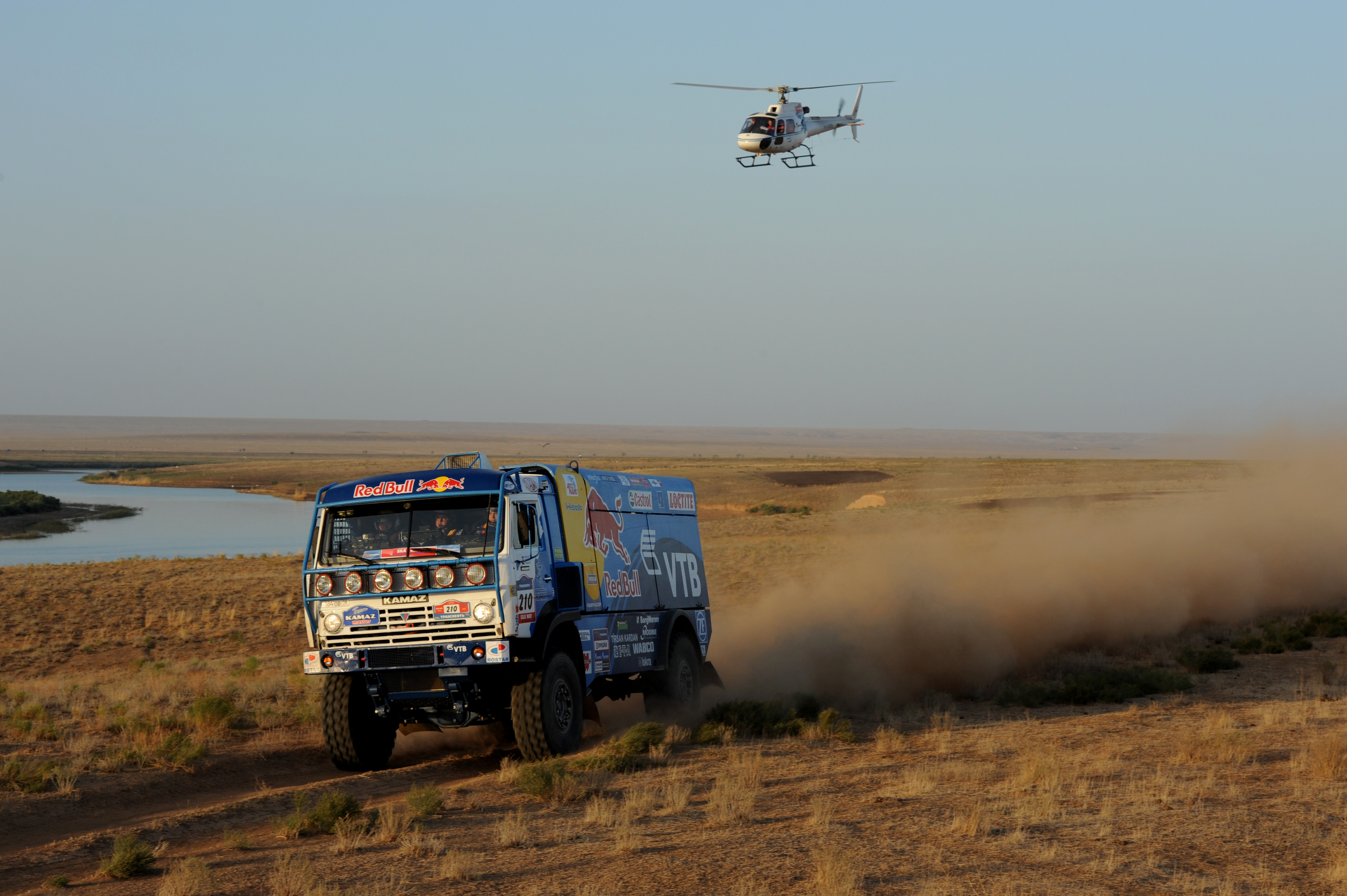
カマズ・マスター（2011年）

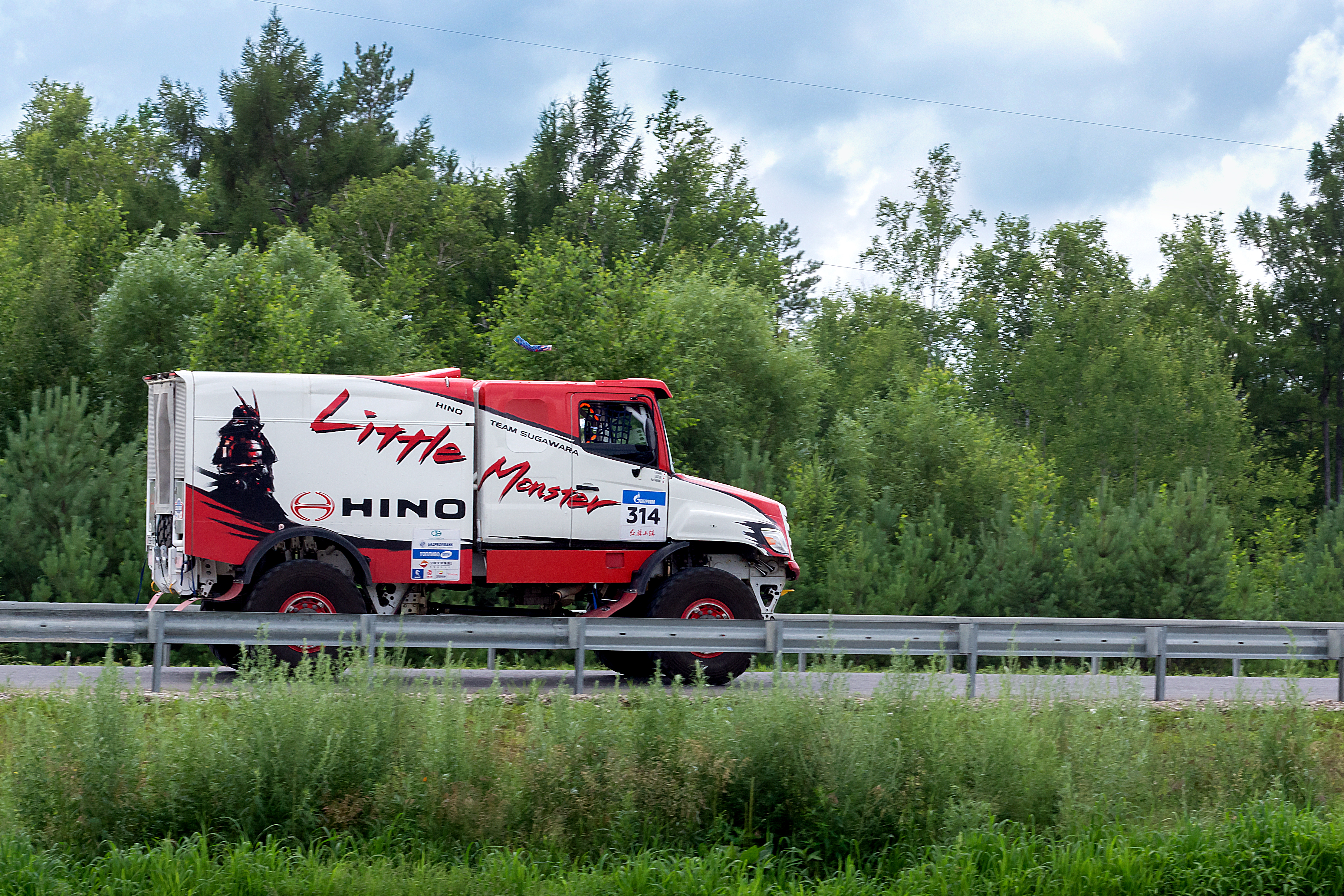
日野・600（2019年）

2009年初開催。最初はロシア連邦内での開催だったが、2014-2015年の休止期間を経て、2016年から中国も含めたルートとして復活した。しかし2020年のコロナ禍による停止を経て2021年以降は再びロシア連邦内の開催に留まっている。
ダカール・ラリーと並んで数少ない『クロスカントリー・マラソン』（総距離2,500km以上）に定義されるイベントである。多くの都市で1週間5,000km程度の距離だが、2016年の北京〜モスクワルートでは17日間10,780kmに達した。これは同年のダカールの9,200kmを大きく超えており、最大規模のイベントであった。ただしコロナ禍後は短縮された。最短は2021年の3,138kmである。
2018年大会は安全上の理由でロシアと中国でステージ分割され、それぞれ7月と9月に分けて開催された。ほとんどの海外の有力チームはロシア側ルート（第1ステージ）のみに参加した。
初期はダカール・ラリーのオーガナイザーであるASOが運営に関わっており、2009〜2011年までASOが主催する「ダカール・シリーズ」の一部としても開催された。往年のダカールと同様FIA（国際自動車連盟）とは微妙に異なる独自規定を採用しており、年間通してダカールとシルクウェイにだけ参戦するというチームも少なくなかった（ただしダカールは2022年からFIA規定に合流）。
2019年から二輪部門も追加された。
ダカールの英雄たちも多数参戦するビッグイベントだったが、ウクライナ侵攻の影響により2022年以降海外からのエントリーはほぼいなくなり、国際ラリーからロシアの国内ラリーに実質降格した。ダカールで最強を誇ったカマズのワークスチームも、現在はシルクウェイで活動している。
2023年にはこのイベントはロシアの外交上及び軍事上の政治的に利用されたとベリングキャット、インサイダー、デア・シュピーゲル、ル・モンドの共同調査により暴露されている。「シルクウェイ・コミュニケーション・プラットフォーム」と題された2021年12月の文書では、サウジアラビアとトルコに「影響を与える」・中国とロシアのシベリア電力2ガスパイプラインの建設を支援する・2014年にアフガニスタンの前政府が行ったようにクリミアはロシアの土地だと認めるという条件で、タリバンが世界情勢における正統性を高めることを支援するなど、地政学上の目標が強調されている。2022年にロシアはイラン、アフガニスタン、タジキスタン、中国、ウズベキスタン、トルクメニスタン、シリア、トルコを通過するルートを計画していたが、ウクライナ侵攻で多くの国が非協力もしくは反発の姿勢を見せたため頓挫した。またレースディレクターのヤンボリソフはGRU（ロシア連邦軍参謀本部情報総局）と密に繋がっており、2022年にGRU副長官から勲章を受けていることが調査で分かっている。